# Trung tâm Thương mại Thế giới số Một
One World Trade Center (Trung tâm Thương mại Thế giới số Một), cũng được biết đến với cái tên Freedom Tower (Tháp Tự Do) và là tòa nhà chính của 7 Trung tâm Thương mại Thế giới mới xây dựng, tọa lạc trên nền Trung tâm Thương mại Thế giới cũ  ở Lower Manhattan, Thành phố New York. Công việc xây dựng bắt đầu vào ngày 27 tháng 4 năm 2006. Ngày 30 tháng 3 năm 2009, chính quyền thành phố cho biết, tòa nhà sẽ được biết đến như là "Trung tâm Thương mại Thế giới Một, thay thế tên cũ của nó "Tháp Tự do". Sau khi hoàn thành, Trung tâm Thương mại Thế giới Một là tòa nhà cao nhất tại Hoa Kỳ, với độ cao 1.776 feet (541,3 m), và là tòa nhà cao nhất ở Tây bán cầu và cao thứ bảy trên thế giới. Nó đã được công bố sau cuộc tranh cãi giữa kiến trúc sư Daniel Libeskind giành giải nhất trong cuộc thi thiết kế WTC mới và Larry Silverstein - người cho thuê khu đất này.
Vào ngày 10 tháng 5 năm 2013, thành phần cuối cùng của phần chóp của tòa nhà chọc trời đã được lắp đặt, làm cho tòa nhà, bao gồm cả phần chóp của nó, đạt tổng chiều cao là 1.776 feet (541,3 m) với 104 tầng. Chiều cao tính bằng feet của nó là một tham chiếu có chủ ý đến năm Tuyên ngôn Độc lập của Hoa Kỳ được ký kết (1776). Tòa nhà mở cửa vào ngày 3 tháng 11 năm 2014; Đài quan sát Một Thế giới (One World Observatory, nằm trên các tầng 100, 101 và 102) mở cửa vào ngày 29 tháng 5 năm 2015. Tòa nhà có 104 tầng, với tầng trên cùng được đánh số 104.
Khu phức hợp Trung tâm Thương mại Thế giới mới cuối cùng sẽ bao gồm năm tòa nhà văn phòng cao tầng được xây dựng dọc theo Phố Greenwich, cũng như Bảo tàng & Đài tưởng niệm Quốc gia 11 tháng 9 (National September 11 Memorial & Museum), nằm ngay phía nam của Trung tâm Thương mại Một Thế giới, nơi có Tòa tháp Đôi ban đầu. Việc xây dựng tòa nhà mới là một phần trong nỗ lực tưởng niệm và xây dựng lại sau sự phá hủy của khu phức hợp Trung tâm Thương mại Thế giới ban đầu.

## Chủ sở hữu và người thuê

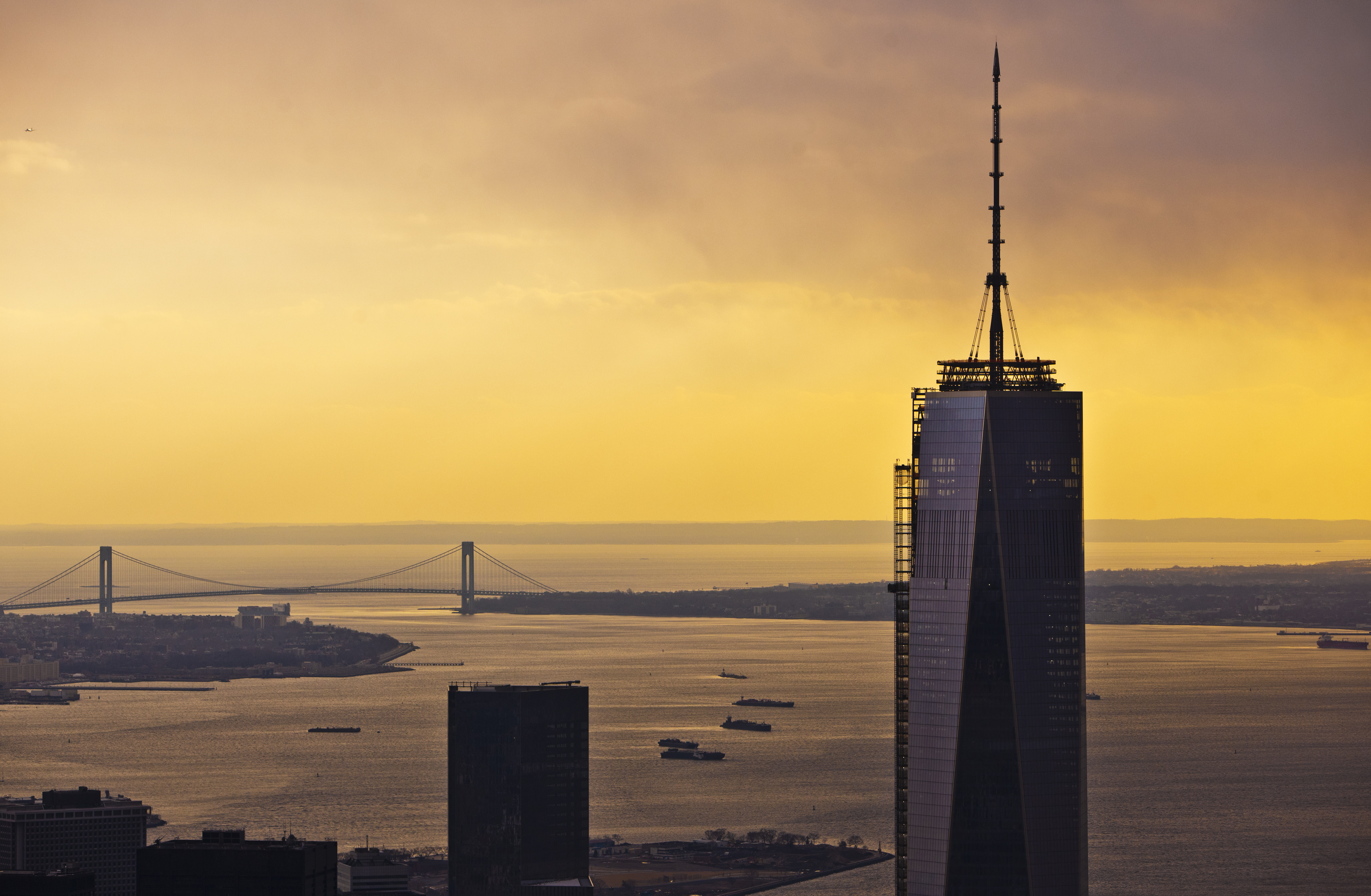
One World Trade Center được nhìn thấy vào lúc hoàng hôn; cầu Verrazzano-Narrows nằm phía sau

One World Trade Center chủ yếu do Tổng cục Vận tải Cảng New York và New Jersey sở hữu. Khoảng 5% cổ phần của tòa nhà đã được bán cho Tổ chức Durst, một công ty bất động sản tư nhân, đổi lại là đầu tư ít nhất 100 triệu đô la. Tổ chức Durst đã hỗ trợ giám sát xây dựng tòa nhà và quản lý tòa nhà cho Tổng cục Vận tải Cảng, chịu trách nhiệm về việc cho thuê, quản lý tài sản và lắp đặt người thuê. Đến tháng 9 năm 2012, khoảng 55% diện tích sàn của tòa nhà đã được cho thuê, nhưng không có hợp đồng thuê mới được ký trong ba năm cho đến tháng 5 năm 2014; số lượng diện tích cho thuê đã tăng lên 62,8% vào tháng 11 năm 2014.
Năm 2006, tiểu bang New York đã đồng ý thuê một hợp đồng có thời hạn 15 năm với diện tích 415.000 foot vuông (38.600 m2) và có tùy chọn kéo dài thời hạn hợp đồng và sử dụng đến 1.000.000 foot vuông (90.000 m2) nếu cần thiết. Ban đầu, Cơ quan Dịch vụ Chung (GSA) đã đồng ý thuê khoảng 645.000 foot vuông (59.900 m2) và Văn phòng Dịch vụ Chung của Tiểu bang New York (OGS) dự định sử dụng khoảng 412.000 foot vuông (38.300 m2). Tuy nhiên, vào tháng 7 năm 2011, GSA đã nhượng lại hầu hết diện tích của mình cho Tổng cục Vận tải Cảng, và OGS đã rút lui khỏi hợp đồng thuê. Vào tháng 4 năm 2008, Tổng cục Vận tải Cảng đã thông báo rằng họ đang tìm kiếm một nhà thầu để vận hành bảng quan sát 18.000 foot vuông (1.700 m2) tại tầng 102 của tòa nhà; vào năm 2013, Legends Hospitality Management đã đồng ý vận hành bảng quan sát trong hợp đồng 15 năm trị giá 875 triệu đô la.
Hợp đồng thuê đầu tiên của tòa nhà, một dự án chung giữa Tổng cục Vận tải Cảng và công ty Công nghiệp Vantone có trụ sở tại Bắc Kinh, đã được công bố vào ngày 28 tháng 3 năm 2009. Đó là một "Trung tâm Trung Quốc" có diện tích 190.810 foot vuông (17.727 m2), kết hợp các cơ sở kinh doanh và văn hóa, được lên kế hoạch trải dài từ tầng 64 đến tầng 69; nó dự định đại diện cho các liên kết kinh doanh và văn hóa Trung Quốc với Hoa Kỳ, và phục vụ các công ty Mỹ muốn kinh doanh tại Trung Quốc. Hợp đồng thuê của Công nghiệp Vantone là 20 năm và 9 tháng. Vào tháng 4 năm 2011, một thiết kế nội thất mới cho Trung tâm Trung Quốc đã được công bố, với một "Vườn Gấp" dọc theo chiều thẳng đứng, dựa trên đề xuất của nghệ sĩ Trung Quốc Zhou Wei. Vào tháng 9 năm 2015, Trung tâm Trung Quốc đã đồng ý thuê chỉ một tầng duy nhất.
Hợp đồng thuê đầu tiên của tòa nhà, một dự án chung giữa Tổng cục Vận tải Cảng và công ty Công nghiệp Vantone có trụ sở tại Bắc Kinh, đã được công bố vào ngày 28 tháng 3 năm 2009. Đó là một "Trung tâm Trung Quốc" có diện tích 190.810 foot vuông (17.727 m2), kết hợp các cơ sở kinh doanh và văn hóa, được lên kế hoạch trải dài từ tầng 64 đến tầng 69; nó dự định đại diện cho các liên kết kinh doanh và văn hóa Trung Quốc với Hoa Kỳ, và phục vụ các công ty Mỹ muốn kinh doanh tại Trung Quốc. Hợp đồng thuê của Công nghiệp Vantone là 20 năm và 9 tháng. Vào tháng 4 năm 2011, một thiết kế nội thất mới cho Trung tâm Trung Quốc đã được công bố, với một "Vườn Gấp" dọc theo chiều thẳng đứng, dựa trên đề xuất của nghệ sĩ Trung Quốc Zhou Wei. Vào tháng 9 năm 2015, Trung tâm Trung Quốc đã đồng ý thuê chỉ một tầng duy nhất.
Vào tháng 8 năm 2014, được thông báo rằng Servcorp đã ký một hợp đồng thuê có thời hạn 15 năm cho diện tích 34,775 foot vuông (3,2307 m2), chiếm toàn bộ tầng 85 của tòa nhà. Sau đó, Servcorp đã tiếp tục cho thuê toàn bộ diện tích tại tầng 85 làm văn phòng riêng, phòng họp và không gian làm việc chung co-working space cho nhiều doanh nghiệp vừa và nhỏ như ThinkCode, D100 Radio, và Chérie L'Atelier des Fleurs.

## Lịch sử

### Toà nhà ban đầu (1971–2001)

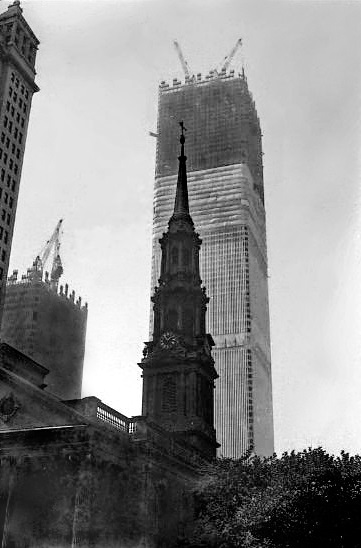
Tòa nhà One World Trade Center (Toà nhà Thương mại Thế giới số 1) dưới quá trình xây dựng vào tháng 5 năm 1970

Việc xây dựng Tòa nhà Thương mại Thế giới ban đầu được xem như một dự án tái tạo đô thị và do David Rockefeller lãnh đạo. Dự án nhằm mục đích hỗ trợ tái khởi động khu vực Lower Manhattan. Dự án được lên kế hoạch bởi Cơ quan Cảng New York và New Jersey, và đã thuê kiến trúc sư Minoru Yamasaki. Các tòa nhà đôi ở Tòa nhà Thương mại Thế giới số 1 và số 2 được thiết kế dưới dạng kết cấu ống, tạo điều kiện cho các đơn vị thuê có không gian mở, không bị che chắn bởi các cột hay tường. Tòa nhà Thương mại Thế giới số 1 là Tòa nhà Bắc, và Tòa nhà Thương mại Thế giới số 2 là Tòa nhà Nam. Mỗi tòa nhà cao 1.350 foot (410 m), chiếm khoảng 1 mẫu Anh (0,40 ha) trong tổng diện tích 16 mẫu Anh (6,5 ha) của khu vực trên đất. Trong số 110 tầng của mỗi tòa nhà, có 8 tầng được dành riêng làm tầng cơ khí. Tất cả các tầng còn lại đều dành cho người thuê. Mỗi tầng của tòa nhà có diện tích sử dụng 40.000 foot vuông (3.700 m2). Tòa nhà Bắc và Nam có tổng cộng diện tích văn phòng là 3.800.000 foot vuông (350.000 m2).
Việc xây dựng Tòa nhà Bắc bắt đầu vào tháng 8 năm 1966; việc sử dụng rộng rãi các thành phần được đóng sẵn giúp tăng tốc quá trình xây dựng. Các người thuê đầu tiên đã chuyển vào Tòa nhà Bắc vào tháng 10 năm 1971. Lúc đó, Tòa nhà Thương mại Thế giới số 1 ban đầu đã trở thành tòa nhà cao nhất thế giới, với chiều cao 1.368 foot (417 m). Sau khi lắp đặt một ăng-ten cao 360 foot (110 m) vào năm 1978, điểm cao nhất của Tòa nhà Bắc đạt đến 1.728 ft (527 m). Vào những năm 1970, bốn tòa nhà tầm thấp khác được xây dựng là một phần của khu liên hợp Thương mại Thế giới. Một tòa nhà thứ bảy, Tòa nhà Thương mại Thế giới số 7, được xây dựng vào giữa những năm 1980. Toàn bộ khu liên hợp bao gồm bảy tòa nhà có tổng diện tích sử dụng 13.400.000 foot vuông (1.240.000 m2) cho văn phòng.

#### Phá hủy
Vào lúc 8:46 sáng (giờ EDT) ngày 11 tháng 9 năm 2001, năm kẻ cùng với tổ chức al-Qaeda đã đâm chiếc máy bay American Airlines Flight 11 vào mặt bắc của Tòa nhà Bắc giữa tầng 93 và tầng 99. Mười bảy phút sau đó, vào lúc 9:03 sáng (giờ EDT), một nhóm khủng bố thứ hai gồm năm người đã đâm máy bay United Airlines Flight 175 bị cướp vào mặt nam của Tòa nhà Nam, đâm vào giữa tầng 77 và tầng 85.
Đến lúc 9:59 sáng (giờ EDT), Tòa nhà Nam sụp đổ sau khi bị cháy trong khoảng 56 phút. Sau khi cháy trong 102 phút, Tòa nhà Bắc cũng sụp đổ do thiếu tính cơ động của kết cấu vào lúc 10:28 sáng (giờ EDT). Khi Tòa nhà Bắc sụp đổ, mảnh vỡ rơi xuống Tòa nhà Thương mại Thế giới số 7 gần đó, gây thiệt hại và cháy. Đám cháy đốt trong nhiều giờ, làm suy yếu tính cơ động của tòa nhà. Tòa nhà Thương mại Thế giới số 7 sụp đổ lúc 5:21 chiều (giờ EDT).
Cùng với một cuộc tấn công đồng thời vào Pentagon ở Arlington, Virginia, và một vụ cướp máy bay thất bại dẫn đến tai nạn máy bay ở Shanksville, Pennsylvania, cuộc tấn công đã làm chết 2.996 người (2.507 dân thường, 343 cảnh sát cứu hỏa, 72 cảnh sát, 55 quân nhân, và 19 kẻ cướp máy bay). Hơn 90% số công nhân và du khách thiệt mạng trong hai tòa nhà đã ở hoặc ở phía trên điểm va chạm. Tại Tòa nhà Bắc, có 1.355 người ở hoặc ở phía trên điểm va chạm đã bị mắc kẹt và thiệt mạng do hít thở khói, rơi xuống, nhảy xuống khỏi tòa nhà để thoát khỏi khói và lửa, hoặc bị giết khi tòa nhà cuối cùng sụp đổ. Một bậc thang trong Tòa nhà Nam, Stairwell A, bất ngờ không bị hủy hoại hoàn toàn như phần còn lại của tòa nhà. Khi chuyến bay 11 đâm vào, ba cầu thang trong Tòa nhà Bắc ở phía trên khu vực va chạm đã bị phá hủy, làm cho không thể có ai trên khu vực va chạm thoát ra. 107 người ở phía dưới điểm va chạm cũng thiệt mạng.

### Tòa nhà hiện tại (2013-nay)

#### Kế hoạch
Sau khi Tòa nhà Thương mại Thế giới gốc bị phá hủy, đã có cuộc tranh luận xoay quanh tương lai của khu đất Tòa nhà Thương mại Thế giới. Gần như ngay lập tức đã có các đề xuất tái xây dựng, và đến năm 2002, Cơ quan Phát triển Thượng Manhattan đã tổ chức một cuộc thi để quyết định cách sử dụng khu đất. Các đề xuất này là một phần của kế hoạch lớn hơn để tưởng nhớ các cuộc tấn công ngày 11 tháng 9 và xây dựng lại khu vực. Kể từ lúc này, khu vực đã trở thành một điểm thu hút khách du lịch; trong năm sau các cuộc tấn công, khu vực Ground Zero đã trở thành địa điểm được thăm quan nhiều nhất tại Hoa Kỳ. Vào ngày 10 tháng 9 năm 2002, Bức tường Nhìn, một triển lãm tạm thời chứa thông tin về các cuộc tấn công và liệt kê tên của những người đã thiệt mạng, đã mở cửa cho công chúng.
Khi công chúng từ chối các thiết kế vòng đầu tiên, cuộc thi thứ hai, mở rộng hơn, diễn ra vào tháng 12 năm 2002, trong đó một thiết kế của Daniel Libeskind được chọn làm người chiến thắng vào tháng 2 năm 2003. Các thiết kế khác đã được nộp bởi Richard Meier, Peter Eisenman, Charles Gwathmey, và Steven Holl; William Pedersen; và Foster and Partners. Thiết kế này đã trải qua nhiều sửa đổi, chủ yếu là do bất đồng ý kiến với nhà phát triển Larry Silverstein, người nắm giữ hợp đồng thuê mặt bằng của khu đất Tòa nhà Thương mại Thế giới tại thời điểm đó. Đề xuất "Reflecting Absence" của Peter Walker và Michael Arad được chọn làm Đài kỷ niệm 11/9 của khu đất vào tháng 1 năm 2004.
Có ý kiến chỉ trích về số tầng được quy định cho không gian văn phòng và các tiện ích khác trong kế hoạch sớm. Chỉ có 82 tầng sẽ có thể ở, và tổng diện tích văn phòng của khu Tòa nhà Thương mại Thế giới tái xây dựng sẽ giảm hơn 3.000.000 foot vuông (280.000 m2) so với tòa nhà gốc. Giới hạn tầng được áp đặt bởi Silverstein, người thể hiện lo ngại rằng các tầng cao hơn sẽ là một rủi ro trong trường hợp xảy ra một cuộc tấn công khủng bố trong tương lai hoặc các sự kiện khác. Phần lớn chiều cao của tòa nhà sẽ bao gồm một cấu trúc lưới thép trần tự nhiên lớn trên mặt mái của tòa nhà, chứa các cánh quạt gió và "vườn trời".
Trong một thiết kế tiếp theo, tầng cao nhất có thể ở trở nên tương tự như Tòa nhà Thương mại Thế giới gốc, và cấu trúc lưới không khí tự nhiên đã được gỡ bỏ khỏi kế hoạch. Năm 2002, cựu Thống đốc New York George Pataki đã bị cáo buộc có dấu hiệu của chủ nghĩa bạn bè khi cho rằng ông đã sử dụng ảnh hưởng của mình để chọn thiết kế của kiến trúc sư chiến thắng như một sự ưu ái cá nhân cho bạn và cống hiến viên chiến dịch của mình, Ronald Lauder.
Một thiết kế cuối cùng cho "Tháp Tự do" đã được chính thức tiết lộ vào ngày 28 tháng 6 năm 2005. Để giải quyết các vấn đề về an ninh được đề xuất bởi Cục Cảnh sát New York, một cơ sở bê tông cao 187 foot (57 m) đã được thêm vào thiết kế vào tháng 4 năm đó. Thiết kế ban đầu bao gồm kế hoạch trang trí cho cơ sở bằng các hình hộp kính nhằm giải quyết nhận xét rằng tòa nhà có thể trông không hấp dẫn và giống một "hầm bê tông". Tuy nhiên, sau đó đã phát hiện ra rằng hộp kính không thể thực hiện được, vì các kiểm tra sơ bộ đã cho thấy kính hộp dễ dàng vỡ thành những mảnh lớn và nguy hiểm. Kết quả là, nó đã được thay thế bằng một bề mặt đơn giản hơn gồm các tấm thép không gỉ và kính chịu nổ.
Phản ánh so với kế hoạch ban đầu của Libeskind, thiết kế cuối cùng của tòa tháp có hình bát giác khi nâng cao. Những nhà thiết kế khẳng định rằng tòa tháp sẽ là một "cấu trúc kính đồng nhất phản ánh bầu trời và đỉnh được trang trí bằng một ăng-ten điêu khắc". Năm 2006, Larry Silverstein bình luận về ngày hoàn thành dự kiến: "Đến năm 2012, chúng ta nên có một Trung tâm Thương mại Thế giới đã được xây dựng hoàn toàn, hoành tráng hơn, hấp dẫn hơn bao giờ hết." Vào ngày 26 tháng 4 năm 2006, Cơ quan Cảng New York và New Jersey đã thông qua một khung cảnh khái niệm cho phép xây dựng nền móng bắt đầu. Một thỏa thuận chính thức được soạn thảo vào ngày tiếp theo, vào kỷ niệm 75 năm ngày khai trương năm 1931 của Tòa nhà Empire State. Xây dựng bắt đầu vào tháng 5, lễ khởi công chính thức diễn ra khi đội xây dựng đầu tiên đến.

#### Xây dựng

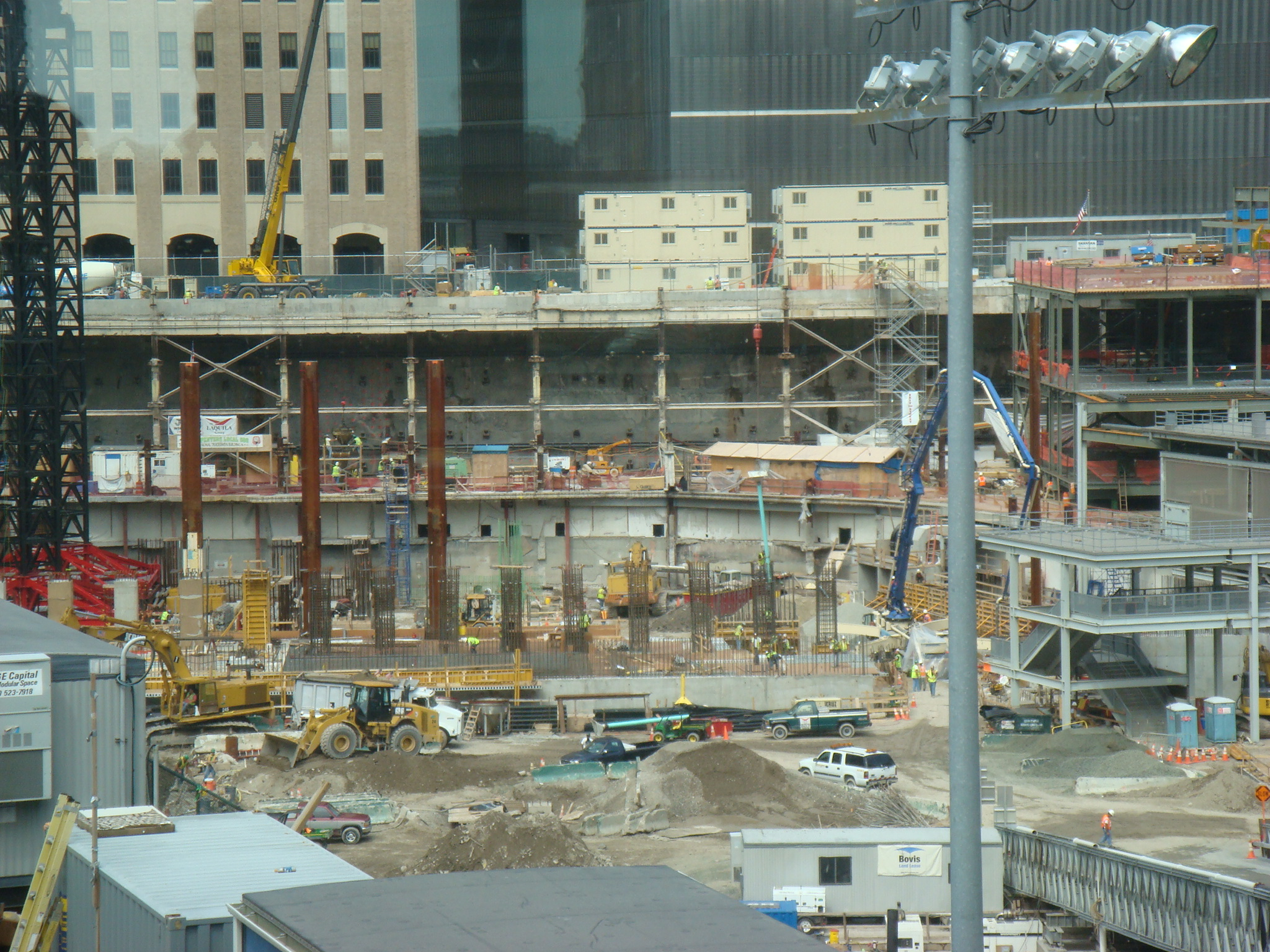
Công trình tòa nhà One World Trade Center vào ngày 7 tháng 8 năm 2007

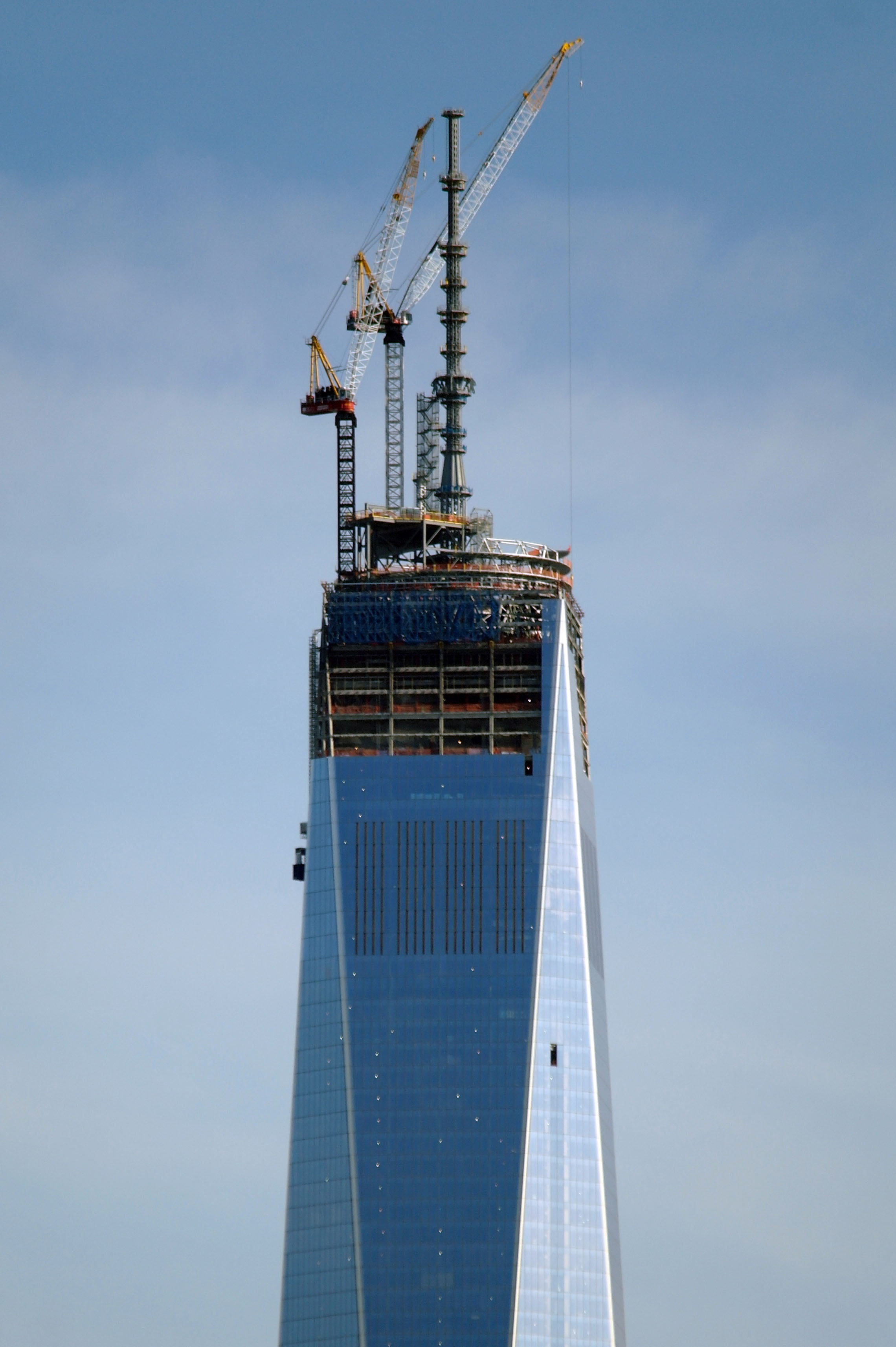
Công trình tòa nhà One World Trade Center vào tháng 4 năm 2013

Lễ đặt viên đá khảm trạm tượng trưng cho tòa nhà One World Trade Center đã diễn ra vào ngày 4 tháng 7 năm 2004. Trên viên đá có khắc chữ đáng ra do Arthur J. Finkelstein viết. Việc xây dựng bị trì hoãn cho đến năm 2006 do tranh chấp về tiền bạc, an ninh và thiết kế. Những vấn đề cuối cùng được giải quyết vào ngày 26 tháng 4 năm 2006, khi đạt được thỏa thuận giữa nhà phát triển Larry Silverstein và Cơ quan Cảng New York và New Jersey, vì vậy viên đá khảm trạm đã tạm thời được loại bỏ khỏi khu vực vào ngày 23 tháng 6 năm 2006. Ngay sau đó, thuốc nổ được kích hoạt tại công trình trong hai tháng để làm sạch đá chắc cho nền móng tòa nhà, mà vào tháng 11 năm 2007 đã được đổ 400 thước khối Anh (310 mét khối) bê tông lên. Vào ngày 18 tháng 12 năm 2006, trong một buổi lễ tại gần Battery Park City, công chúng được mời để ký lên tấm thép đầu tiên có kích thước 30 foot (9,1 m) được lắp vào phần đáy của tòa nhà. Tấm thép này đã được hàn vào phần đáy của tòa nhà vào ngày 19 tháng 12 năm 2006. Việc lắp đặt nền móng và thép bắt đầu ngay sau đó, khiến cho phần móng và nền tảng của tòa nhà gần như hoàn thành trong vòng một năm. Một ước tính vào tháng 2 năm 2007 đưa ra giá trị chi phí xây dựng ban đầu của Tòa nhà One World Trade Center là khoảng 3 tỷ đô la Mỹ, hoặc $1,150 trên foot vuông ($12,38/m2).
Tháng 1 năm 2008, hai cần cẩu được di chuyển vào khu vực công trình. Xây dựng lõi bê tông của tòa nhà, bắt đầu sau khi cần cẩu đến, đã đạt mức bằng mặt đường vào ngày 17 tháng 5. Phần đáy được hoàn thành vào hai năm sau đó, sau đó, xây dựng các tầng văn phòng bắt đầu và các cửa sổ kính đầu tiên được lắp đặt; trong năm 2010, các tầng được xây dựng với tốc độ khoảng một tầng mỗi tuần. Một hệ thống ốp bảo vệ tiên tiến, gọi là "tổ ong", đã được cài đặt để bảo vệ công nhân tránh rơi xuống và là hệ thống an toàn đầu tiên được cài đặt trên một cấu trúc thép trong thành phố. Đến tháng 12 năm 2010, tòa nhà đã đạt đến 52 tầng và cao hơn 600 foot (180 m), khung thép của tòa nhà đã hoàn thành một nửa, nhưng tăng lên 80 tầng vào kỷ niệm 10 năm sau vụ tấn công ngày 11 tháng 9, lúc đó, sàn bê tông của tòa nhà đã đạt đến 68 tầng và lớp kính đã đạt đến 54 tầng.
Năm 2009, Cơ quan Cảng đã thay đổi tên chính thức của tòa nhà từ "Freedom Tower" thành "One World Trade Center", với lý do rằng tên này "dễ nhận biết nhất đối với mọi người." Tên "Freedom Tower" cũng đã trở thành mục tiêu trêu chọc trong các chương trình như Saturday Night Live. Sự thay đổi tên cũng mang mục đích thiết thực: các nhà môi giới bất động sản tin rằng việc cho thuê không gian trong một tòa nhà có địa chỉ truyền thống sẽ dễ dàng hơn. Sự thay đổi đến sau khi các thành viên trong Hội đồng Quản trị của Cơ quan Cảng đã bỏ phiếu ký hợp đồng thuê một thỏa thuận 21 năm với công ty bất động sản Trung Quốc Vantone Industrial Co., công ty đầu tiên ký hợp đồng thuê làm khách hàng thương mại của tòa nhà. Vantone dự định tạo Trung tâm Trung Quốc, một cơ sở thương mại và văn hóa, trên diện tích 191,000 foot vuông (17,7445 m2) trên các tầng từ 64 đến 69.
Công ty truyền thông đại chúng Condé Nast trở thành người thuê chính của One WTC vào tháng 5 năm 2011, thuê 1 triệu foot vuông (90.000 m2) và chuyển đến từ 4 Times Square. Trong khi đang xây dựng, tòa nhà được chiếu sáng đặc biệt vào một số dịp. Ví dụ, nó được chiếu sáng màu đỏ, trắng và xanh dương vào ngày Quốc khánh và kỷ niệm vụ tấn công ngày 11 tháng 9, và nó được chiếu sáng màu hồng trong tháng Chống ung thư vú. Khu vực dỡ hàng của tòa nhà không thể hoàn thành kịp để di chuyển thiết bị vào tòa nhà đã hoàn thành, vì vậy đã phải thêm năm cửa hàng dỡ hàng tạm thời với giá hàng triệu đô la. Trạm PATH tạm thời không được gỡ bỏ cho đến khi Trung tâm Vận chuyển World Trade Center chính thức thay thế hoàn tất, làm cản trở việc tiếp cận khu vực dỡ hàng dự định. Công ty luật Chadbourne & Parke, có trụ sở tại Midtown Manhattan, đã dự kiến thuê 300.000 foot vuông (30.000 m2) vào tháng 1 năm 2012, nhưng thỏa thuận bất ngờ bị hủy vào tháng 3.

#### Cất nóc và hoàn thiện
Đến tháng 3 năm 2012, cấu trúc thép của Tòa tháp Trung tâm Thương mại Thế giới Một (One WTC) đã đạt tới 93 tầng, và đạt tầng 94 (được đánh số là tầng 100) và có chiều cao 1.240 foot (380 m) vào cuối tháng. Đến tháng 4 năm 2012, dự kiến chi phí xây dựng của tòa tháp đã tăng lên 3,9 tỷ đô la Mỹ, khiến nó trở thành tòa nhà đắt nhất thế giới vào thời điểm đó. Việc xây dựng tòa tháp này được một phần tài trợ bằng khoảng 1 tỷ đô la Mỹ từ tiền bảo hiểm mà Silverstein nhận được sau những thiệt hại trong cuộc tấn công ngày 11 tháng 9. Nhà nước New York đã cung cấp thêm 250 triệu đô la Mỹ và Cơ quan Cảng đã đồng ý đóng góp 1 tỷ đô la Mỹ, được thực hiện thông qua việc phát hành trái phiếu. Cơ quan Cảng đã tăng giá cầu và hầm để thu thập tiền, với một sự tăng giá 56% dự kiến từ 2011 đến 2015; tuy nhiên, số tiền thu được từ các khoản tăng giá này không được sử dụng để thanh toán cho việc xây dựng tòa tháp.
Tháp vẫn chưa hoàn thiện đã trở thành tòa nhà cao nhất New York City tính đến chiều cao mái nhà vào tháng 4 năm 2012, vượt qua chiều cao mái 1.250 foot (380 m) của Tòa nhà Empire State. Hai tháng sau đó, Tổng thống Barack Obama đã thăm công trường xây dựng và viết câu "Chúng ta nhớ, chúng ta xây dựng lại, chúng ta trở lại mạnh mẽ hơn!" trên một thanh thép sẽ được nâng lên đỉnh tòa nhà. Cùng tháng đó, khi cấu trúc của tòa nhà đã gần hoàn thành, chủ sở hữu bắt đầu chiến dịch tiếp thị công khai cho tòa nhà, nhằm thu hút du khách và khách thuê. Cấu trúc thép của Tòa nhà Thương mại Thế giới Một đã đạt tới tầng 104, với tổng chiều cao 1.368 foot (417 m) vào tháng 8 năm 2012. Sau đó, đỉnh của tháp được chuyển từ Quebec đến New York vào tháng 11 năm 2012, sau một loạt các sự chậm trễ. Phần đầu tiên của ngọn chóp được nâng lên đỉnh tòa nhà vào ngày 12 tháng 12 năm 2012, và được lắp đặt vào ngày 15 tháng 1 năm 2013. Đến tháng 3 năm 2013, hai phần của ngọn chóp đã được lắp đặt. Thời tiết xấu đã làm chậm quá trình giao hàng của các phần cuối cùng.
Vào ngày 10 tháng 5 năm 2013, mảnh cuối cùng của ngọn chóp được nâng lên đỉnh của Tòa nhà Thương mại Thế giới Một, đưa tòa nhà lên đến độ cao đầy đủ 1.776 foot (541 m), và biến nó thành tòa nhà cao thứ tư trên thế giới tại thời điểm đó. Trong những tháng tiếp theo, tháp trụ ngoài cùng đã được gỡ bỏ; kính của tầng bệ và các trang trí nội thất khác đã được lắp đặt; và việc lắp đặt sàn bê tông và phụ kiện thép đã hoàn thành. Vào ngày 12 tháng 11 năm 2013, Ủy ban Chiều cao thuộc Hội đồng Tòa nhà và Đô thị Cao tầng (CTBUH) đóng tại Chicago đã đưa ra thông báo gây tranh cãi rằng Tòa nhà Thương mại Thế giới Một là tòa nhà cao nhất ở Hoa Kỳ, tuyên bố rằng cột cờ trên đỉnh tòa nhà là một ngọn chóp vì nó là một phần cố định của kiến trúc của tòa nhà. Theo cùng lý luận, tòa nhà cũng là cao nhất ở Bán cầu Tây.
Một báo cáo vào tháng 9 năm 2013 tiết lộ rằng, vào thời điểm báo cáo, Hiệp hội Trung tâm Thương mại Thế giới (WTCA) đang tiến hành thương lượng liên quan đến tên gọi "Trung tâm Thương mại Thế giới", vì WTCA đã mua quyền sở hữu tên gọi này vào năm 1986. WTCA yêu cầu được nhận miễn phí không gian văn phòng trị giá 500.000 đô la trong tòa nhà như một sự trao đổi để sử dụng "Trung tâm Thương mại Thế giới" trong tên gọi của tòa nhà và các vật phẩm kỷ niệm liên quan.

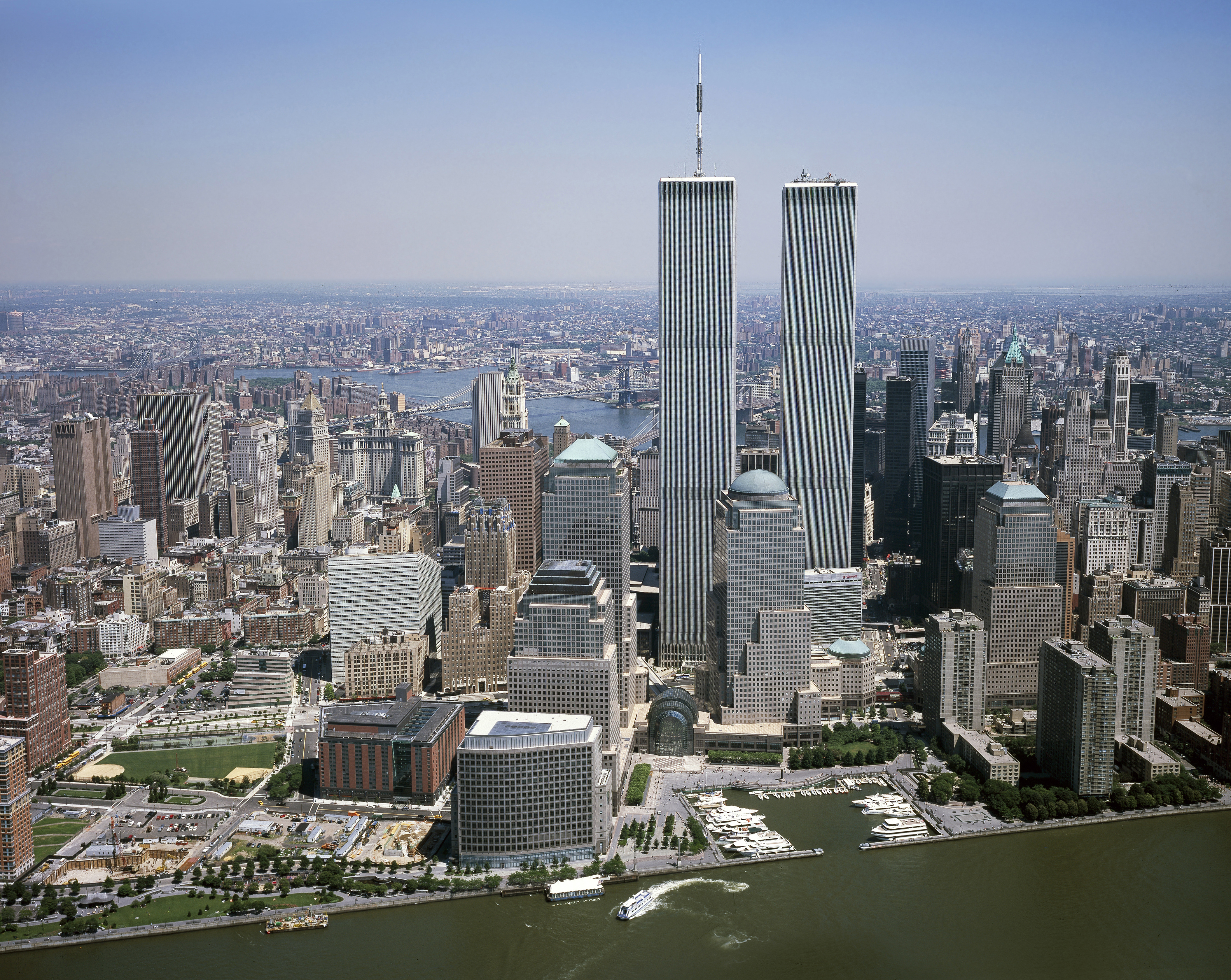
Các Tòa Tháp Song Sinh ban đầu, khoảng năm 2000
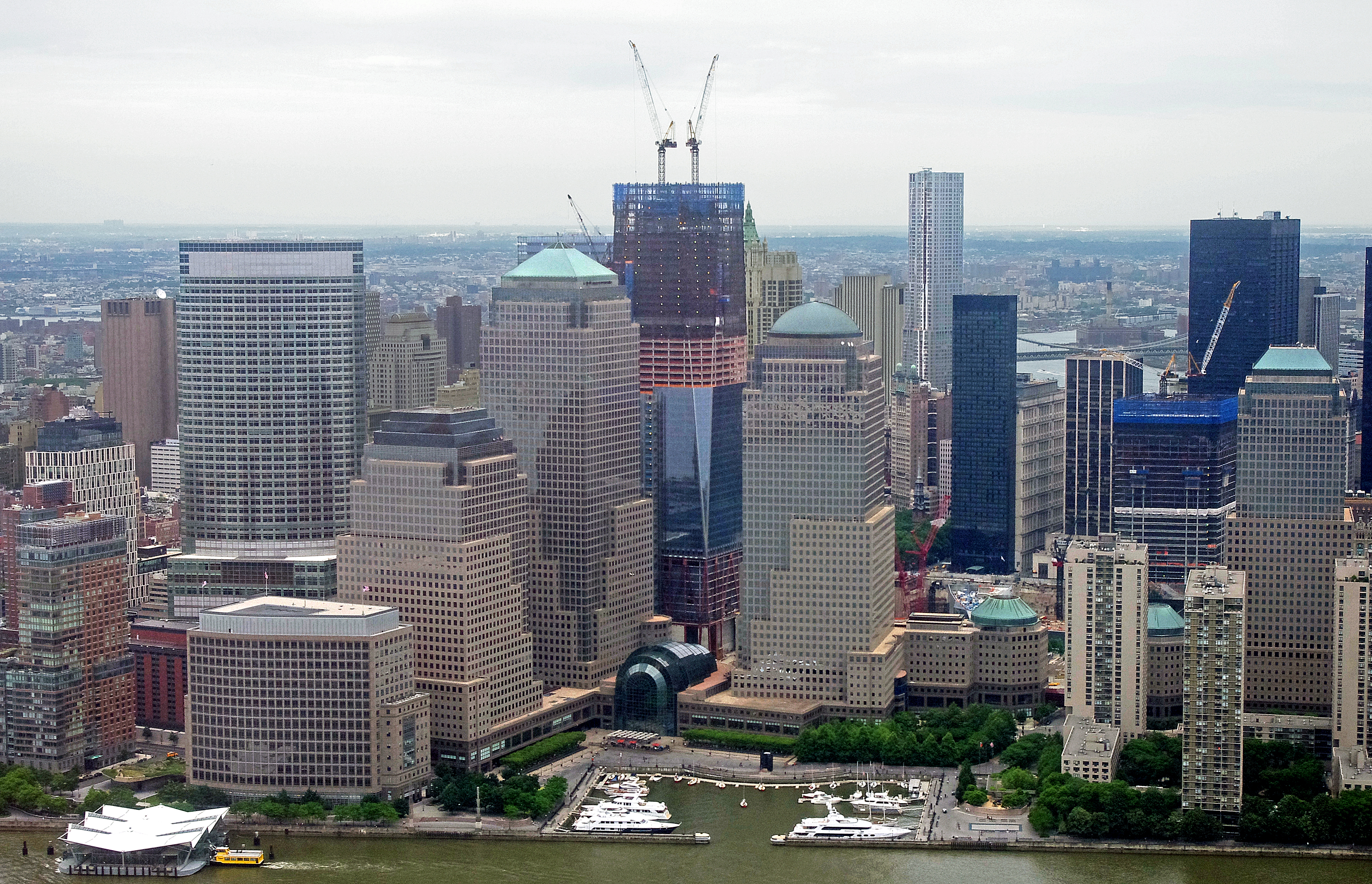
One World Trade Center đang trong quá trình xây dựng phía sau Khu Tài chính Thế giới vào tháng 6 năm 2011.
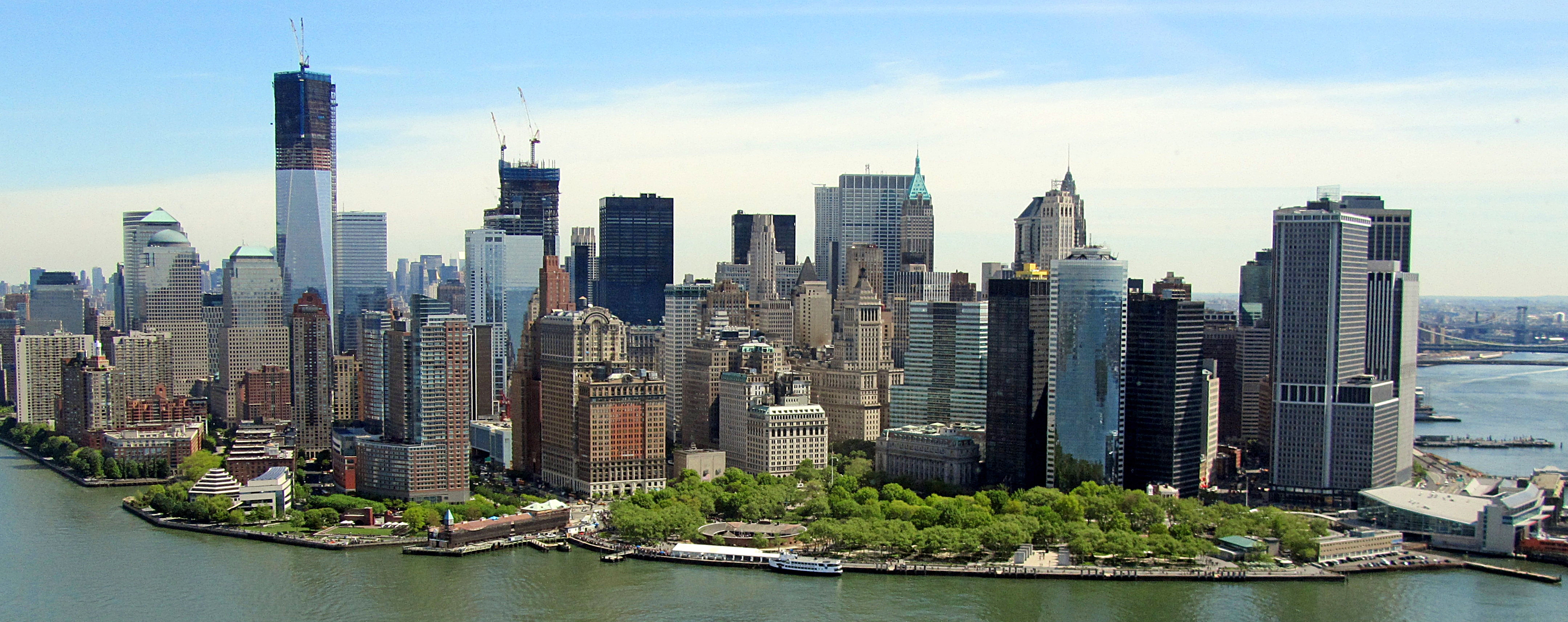
One World Trade Center (ở bên trái) và Tòa nhà Thương mại Thế giới số 4 đang trong quá trình xây dựng, nhìn từ trên một trực thăng vào ngày 30 tháng 4 năm 2012.

#### Mở cửa và những năm đầu
Vào ngày 1 tháng 11 năm 2014, các xe chở hàng bắt đầu di chuyển đồ đạc cho Condé Nast. The New York Times ghi nhận rằng khu vực xung quanh Trung tâm Thương mại Thế giới đã chuyển từ một khu vực tài chính thành một khu vực với các công ty công nghệ, các căn hộ và cửa hàng xa xỉ, đồng thời với việc xây dựng tòa nhà mới. Tòa nhà được khai trương vào ngày 3 tháng 11 năm 2014, và nhân viên của Condé Nast đã chuyển vào 24 tầng. Condé Nast thuê các tầng từ 20 đến 44 và đã hoàn thành việc chuyển vào đầu năm 2015. Dự kiến công ty này sẽ thu hút các khách hàng mới để thuê diện tích 40% còn trống trong tòa nhà, giống như khi Condé Nast đã làm mới Times Square sau khi chuyển đến đó vào năm 1999. Chỉ có khoảng 170 trong tổng số 3.400 nhân viên đã chuyển vào tòa nhà One WTC vào ngày đầu tiên. Lúc đó, các khách thuê tương lai bao gồm Kids Creative, Legends Hospitality, BMB Group, Servcorp, và GQ. Ngày 12 tháng 11 năm 2014, ngay sau khi tòa nhà mở cửa, dây cáp chống trôi của nền tảng làm việc treo đã rỗi, làm mắc kẹt một đội làm sạch cửa sổ gồm hai người. Trong những năm cuối thập kỷ 2010, Tổ chức Durst thuê phần lớn không gian trống còn lại. Trước khi bùng phát đại dịch COVID-19 tại New York City vào năm 2020, tỷ lệ lấp đầy tòa nhà đạt 92%.
Đến tháng Tám năm 2020, Condé Nast đã chỉ ra rằng họ muốn rời khỏi tòa nhà One World Trade Center. Điều này đã khiến Advance Publications, công ty mẹ của Condé Nast, bắt đầu không trả tiền thuê nhà vào tháng Một năm 2021. Đến tháng Ba năm 2021, Condé Nast đã đệ trình kế hoạch để giảm lượng không gian văn phòng mà họ thuê. Sau một thời gian dài đối đầu, vào cuối năm 2021, Condé Nast đã đồng ý trả gần 10 triệu đô la tiền thuê quá hạn. Vào tháng 12 năm 2021, Công ty Phát triển New York Liberty thông báo sẽ tái tài trợ 1 WTC thông qua việc phát hành trái phiếu trị giá 700 triệu đô la. Số tiền từ việc phát hành trái phiếu này sẽ được sử dụng để thanh toán nợ từ việc tái tài trợ cuối cùng của tòa nhà vào năm 2012. Đến tháng 3 năm 2022, tòa nhà đã được thuê 95% diện tích, tỷ lệ này cao hơn so với trước đại dịch COVID-19. Tỷ lệ trống của 1 WTC chỉ bằng một nửa so với toàn bộ thành phố; tỷ lệ sử dụng cao này đối lập với các tòa nhà Twin Towers gốc, mà chưa bao giờ đạt đến đầy đủ sử dụng cho đến trước khi xảy ra các cuộc tấn công vào ngày 11 tháng 9.

## Sự kiện
Vào tháng 9 năm 2013, ba tay dù BASE đã nhảy dù từ đỉnh của tòa nhà đang trong quá trình xây dựng. Ba người đàn ông và một đồng phạm ở dưới đã đầu hàng cho các cơ quan chức năng vào tháng 3 năm 2014. Họ bị kết án về một số tội phạm nhẹ vào tháng 6 năm 2015 và bị kết án phải thực hiện công tác cộng đồng và phải nộp tiền phạt.
Vào tháng 3 năm 2014, an ninh tòa tháp bị xâm phạm bởi Justin Casquejo, một người trú ngụ tại Weehawken, New Jersey, 16 tuổi, đã vào khu vực qua một lỗ hổng trong hàng rào. Anh ta đã bị bắt vì cáo buộc xâm phạm. Theo nguồn tin, anh ta đã mặc như một công nhân xây dựng, lẻn vào và thuyết phục một nhân viên điều khiển thang máy đưa anh ta lên tầng 88 của tòa nhà, sau đó anh ta sử dụng cầu thang để lên tầng 104, đi qua một nhân viên bảo vệ đang ngủ, và leo lên cái cầu thang để lên tới ăng-ten, nơi anh ta chụp hình trong hai giờ. Người điều khiển thang máy đã được chuyển công tác và nhân viên bảo vệ đã bị sa thải. Sau đó, đã được tiết lộ rằng các nhà chức trách đã không lắp đặt camera an ninh trong tòa tháp, điều này đã tạo điều kiện thuận lợi cho Casquejo tiếp cận khu vực. Casquejo đã phải thực hiện 23 ngày công tác cộng đồng như kết quả.